# Solistitium Records
Solistitium Records war ein 1994 gegründetes deutsches Musiklabel aus dem ostfriesischen Moormerland im Landkreis Leer. Es war auf die Genres Black Metal und Folk Metal spezialisiert. Zu den bekanntesten Veröffentlichungen zählen wegweisende Alben der Bands Behemoth, Helheim und Horna.

## Bands, die unter dem Label veröffentlichten
- Argar
- Autumn Verses
- Azaghal
- Azure
- Behemoth
- Bilskirnir
- Blood Covered
- Cryogenic
- Darkwoods My Betrothed
- Februari 93
- Fiendish Nymph
- Forbidden Site
- Geïst
- Gorbalrog
- Grim Funeral
- Helheim
- Hin Onde
- Horna
- Inanna Unveiled
- Isvind
- Kawir
- Nattvindens Gråt
- Nihil Nocturne
- Nocternity
- Nocti Vagus
- Perished
- Spectre
- The Stone
- Thromdarr
- Thy Grief
- Trollfest
- Tsjuder
- Tunrida
- Visthia
- Vultyr
- Wyrd